# 木下航二
木下 航二（きのした こうじ、1925年12月16日 - 1999年11月19日）は、教育者、作曲家。

## 来歴・人物
東京府出身。東京府立一中、旧制一高を経て、東京大学文学部東洋哲学専攻卒業。すぐに都立日比谷高等学校教諭となる。1954年、ビキニ環礁上にて水爆実験が行われ、第五福竜丸が被爆、原水爆反対の署名運動に参加し、「原爆を許すまじ」を独学で作曲した。曲は当時の「うたごえ運動」にのって全国に広まり、翌年に第1回原水爆禁止世界大会で参加者に歌われた。
また1955年には、作曲した「しあわせの歌」（作詞：石原健治）が労働運動の広がりとともに広く歌われるようになった。
1960年代後半まで校歌・組合歌など80曲あまりを作曲したが、以後作曲から手を引き、昇進も断り母校にて独自の教材を基に倫理・社会教諭として1991年まで教壇にたった。